# کارولین باردی
کارولین باردی (انگلیسی: Caroline Brady؛ ۳ اکتبر ۱۹۰۵ – ۵ نوامبر ۱۹۸۰) لغت‌شناس و فیلسوف اهل ایالات متحده آمریکا بود. وی بین سال‌های ۱۹۳۳ تا ۱۹۸۳ میلادی فعالیت می‌کرد. تحقیقات و تحصیلات او درخصوص زبان نورس باستان و زبان انگلیسی کهن بود.